# Babarcszőlős
Babarcszőlős (hongrois : Babarcszőlős [ˈbɒbɒrt͡s.søːløːʃ] ; croate : Pabac ou Babac) est une localité hongroise située dans le comitat de Baranya.

## Site et localisation

### Topographie et hydrographie
La localité est située au pied septentrional de la partie occidentale du massif de Villány, à 25 kilomètres au sud de Pécs, le chef-lieu du comitat.
Les localités voisines sont : Ócsárd au nord, Szava à l'est, Diósviszló au sud-est, Hegyszentmárton au sud-ouest, Siklósbodony à l'ouest et Kisdér au nord-ouest.

## Histoire
Le nom de la localité apparaît pour la première fois dans un document écrit en 1332, dans le registre des dîmes papales, sous la forme Popruzeuleuse. Durant la période ottomane, elle fut vraisemblablement habitée en continu, bien que les premières mentions précises ne datent que du XVIIIe siècle.
Jusqu'au XXe siècle, la localité était exclusivement peuplée de Hongrois. Ce n'est qu'à cette époque que les premières familles d'origine allemande s'y installèrent, apportant avec elles une cloche datant des années 1740.
L'ancienne église médiévale a aujourd'hui disparu, remplacée par une croix commémorative.

## Équipements

### Réseaux extra-urbains
Le territoire administratif de la localité est traversé par la route 5815 reliant Túrony à Bogádmindszent. Cependant, la zone habitée est une localité en cul-de-sac, accessible uniquement par une route secondaire 58115 de 1,5 kilomètre qui bifurque vers le sud depuis la première.